# Ungern i olympiska sommarspelen 2004
Ungern i olympiska sommarspelen 2004 bestod av 209 idrottare som blivit uttagna av Ungerns olympiska kommitté.

## Bordtennis
| Idrottare                     | Gren      | Omgång 1              | Omgång 2              | Omgång 3             | Omgång 4                | Kvartsfinaler        | Semifinaler          | Final                |                  |
| Idrottare                     | Gren      | Motståndare Resultat  | Motståndare Resultat  | Motståndare Resultat | Motståndare Resultat    | Motståndare Resultat | Motståndare Resultat | Motståndare Resultat |                  |
| ----------------------------- | --------- | --------------------- | --------------------- | -------------------- | ----------------------- | -------------------- | -------------------- | -------------------- | ---------------- |
| Csilla Bátorfi                | Damsingel | BYE                   | Cada (CAN) L 3-4      | Gick inte vidare     | Gick inte vidare        | Gick inte vidare     | Gick inte vidare     | Gick inte vidare     | Gick inte vidare |
| Maria Fazekas                 | Damsingel | Inoyatova (UZB) W 4-0 | Kim (PRK) L 1-4       | Gick inte vidare     | Gick inte vidare        | Gick inte vidare     | Gick inte vidare     | Gick inte vidare     | Gick inte vidare |
| Krisztina Tóth                | Damsingel | BYE                   | Oshonaike (NGR) W 4-2 | Tie (HKG) L 1-4      | Gick inte vidare        | Gick inte vidare     | Gick inte vidare     | Gick inte vidare     | Gick inte vidare |
| Csilla Bátorfi Krisztina Tóth | Damdubbel | BYE                   | BYE                   | BYE                  | Boroš/Vaida (CRO) L 1-4 | Gick inte vidare     | Gick inte vidare     | Gick inte vidare     | Gick inte vidare |

## Boxning
| Idrottare      | Gren          | Sextondelsfinaler      | Åttondelsfinaler        | Kvartsfinaler        | Semifinaler          | Final                | Final            |
| Idrottare      | Gren          | Motståndare Resultat   | Motståndare Resultat    | Motståndare Resultat | Motståndare Resultat | Motståndare Resultat | Placering        |
| -------------- | ------------- | ---------------------- | ----------------------- | -------------------- | -------------------- | -------------------- | ---------------- |
| Pál Bedák      | Lätt flugvikt | Abiyev (AZE) L 8-23    | Gick inte vidare        | Gick inte vidare     | Gick inte vidare     | Gick inte vidare     | Gick inte vidare |
| Zsolt Bedák    | Bantamvikt    | Mares (MEX) W 36-27    | Tretyak (UKR) L 24-27   | Gick inte vidare     | Gick inte vidare     | Gick inte vidare     | Gick inte vidare |
| Gyula Káté     | Lättvikt      | Baik (KOR) L 23-30     | Gick inte vidare        | Gick inte vidare     | Gick inte vidare     | Gick inte vidare     | Gick inte vidare |
| Vilmos Balog   | Weltervikt    | BYE                    | Novoa (COL) L 24-33     | Gick inte vidare     | Gick inte vidare     | Gick inte vidare     | Gick inte vidare |
| Károly Balzsay | Mellanvikt    | Sahraoui (MAR) W 29-24 | Despaigne (CUB) L 25-38 | Gick inte vidare     | Gick inte vidare     | Gick inte vidare     | Gick inte vidare |

## Brottning
Herrarnas fristil
| Gergõ Wöller | 60 kg  | Pool 1 Uulu (KGZ) L 0-3 Fedoryshyn (UKR) L 0-3         | 3 | Gick inte vidare | Gick inte vidare | Gick inte vidare | Gick inte vidare |
| Gábor Hatos  | 66 kg  | Pool 5 Fernyák (SVK) W 3-1 Çubukçu (TUR) L 1-3         | 3 | Gick inte vidare | Gick inte vidare | Gick inte vidare | Gick inte vidare |
| Árpád Ritter | 74 kg  | Pool 6 Saitiev (SVK) L 2-8 Bentinidis (GRE) L 1-5      | 3 | Gick inte vidare | Gick inte vidare | Gick inte vidare | Gick inte vidare |
| Ottó Aubéli  | 120 kg | Pool 2 Kuramagomedov (RUS) L 0-6 Modebadze (GEO) L 0-5 | 3 | Gick inte vidare | Gick inte vidare | Gick inte vidare | Gick inte vidare |

Grekisk-romersk
| István Majoros     | 55 kg  | Pool 1 Toyota (JPN) W 5-3 Ramirez (DOM) W 5-0                                 | 1 Q | Rivas (CUB) W 6-1 | Vakulenko (UKR) W 3-1 | Final Mamedaliyev (RUS) W 3-1 | 1                |
| Levente Füredy     | 66 kg  | Pool 2 Gergov (BUL) L 2-3 Kim (KOR) L 1-6                                     | 3   | Gick inte vidare  | Gick inte vidare      | Gick inte vidare              | Gick inte vidare |
| Tamás Berzicza     | 74 kg  | Pool 6 Dokturashvili (UZB) L 2-4 Kolitsopoulos (GRE) W 3-0 Aslanov (AZE) W PA | 2   | Gick inte vidare  | Gick inte vidare      | Gick inte vidare              | Gick inte vidare |
| Lajos Virág        | 96 kg  | Pool 6 Lowney (USA) W 4-0 Peña (CUB) L 1-5                                    | 2   | Gick inte vidare  | Gick inte vidare      | Gick inte vidare              | Gick inte vidare |
| Mihály Deák-Bárdos | 120 kg | Pool 2 Ahokas (FIN) W 3-0 Barzi (IRI) L 1-3                                   | 2   | Gick inte vidare  | Gick inte vidare      | Gick inte vidare              | Gick inte vidare |

## Cykling

### Mountainbike
| Idrottare       | Gren                  | Tid     | Placering |
| --------------- | --------------------- | ------- | --------- |
| Zsolt Vinczeffy | Herrarnas terränglopp | -2 varv | 43        |

### Landsväg
Herrar
| Idrottare      | Gren                | Tid        | Placering |
| -------------- | ------------------- | ---------- | --------- |
| László Bodrogi | Herrarnas linjelopp | 5:56:45    | 74        |
| László Bodrogi | Herrarnas tempolopp | 1:00:38.05 | 20        |

## Friidrott
Herrar
Bana, maraton och gång
| Idrottare       | Gren              | Heat     | Heat      | Kvartsfinal      | Kvartsfinal      | Semifinal        | Semifinal        | Final            | Final            |
| Idrottare       | Gren              | Resultat | Placering | Resultat         | Placering        | Resultat         | Placering        | Resultat         | Placering        |
| --------------- | ----------------- | -------- | --------- | ---------------- | ---------------- | ---------------- | ---------------- | ---------------- | ---------------- |
| Gábor Dobos     | 100 meter         | 10.68    | 6         | Gick inte vidare | Gick inte vidare | Gick inte vidare | Gick inte vidare | Gick inte vidare | Gick inte vidare |
| Roland Németh   | 100 meter         | 10.28    | 3 Q       | 10.38            | 6                | Gick inte vidare | Gick inte vidare | Gick inte vidare | Gick inte vidare |
| Géza Pauer      | 200 meter         | 21.02    | 4 Q       | 20.90            | 6                | Gick inte vidare | Gick inte vidare | Gick inte vidare | Gick inte vidare |
| Zsolt Szeglet   | 400 meter         | 46.16    | 4         | i.u.             | i.u.             | Gick inte vidare | Gick inte vidare | Gick inte vidare | Gick inte vidare |
| Levente Csillag | 110 meter häck    | 13.74    | 7         | Gick inte vidare | Gick inte vidare | Gick inte vidare | Gick inte vidare | Gick inte vidare | Gick inte vidare |
| Zsolt Bacskai   | Maraton           | i.u.     | i.u.      | i.u.             | i.u.             | i.u.             | i.u.             | DNF              | x                |
| Gyula Dudás     | 20 kilometer gång | i.u.     | i.u.      | i.u.             | i.u.             | i.u.             | i.u.             | 1:28:18          | 30               |
| Zoltán Czukor   | 50 kilometer gång | i.u.     | i.u.      | i.u.             | i.u.             | i.u.             | i.u.             | 4:03:51          | 24               |
| János Tóth      | 50 kilometer gång | i.u.     | i.u.      | i.u.             | i.u.             | i.u.             | i.u.             | 4:29:33          | 41               |

Fältgrenar och tiokamp
| Idrottare       | Gren           | Kval         | Kval         | Final            | Final            |
| Idrottare       | Gren           | Resultat     | Placering    | Resultat         | Placering        |
| --------------- | -------------- | ------------ | ------------ | ---------------- | ---------------- |
| László Boros    | Höjdhopp       | 2.15         | 33           | Gick inte vidare | Gick inte vidare |
| Tamás Margl     | Längdhopp      | 7.38         | 38           | Gick inte vidare | Gick inte vidare |
| Péter Tölgyesi  | Tresteg        | 16.36        | 26           | Gick inte vidare | Gick inte vidare |
| Zsolt Biber     | Kulstötning    | 19.31        | 24           | Gick inte vidare | Gick inte vidare |
| Róbert Fazekas  | Diskuskastning | Disqualified | Disqualified | Disqualified     | Disqualified     |
| Zoltán Kővágó   | Diskuskastning | 61.91        | 11 q         | 67.04            | 2                |
| Gábor Máté      | Diskuskastning | 63.41        | 5 q          | 57.84            | 11               |
| Adrián Annus    | Släggkastning  | Disqualified | Disqualified | Disqualified     | Disqualified     |
| Krisztián Pars  | Släggkastning  | 80.50        | 2 Q          | 78.73            | 5                |
| Gergely Horváth | Spjutkastning  | 73.95        | 26           | Gick inte vidare | Gick inte vidare |

Herrar
Kombinerade grenar - Tiokamp
| Friidrottare     | Gren     | 100 m | LJ   | SP    | HJ   | 400 m | 110H  | DT    | PV   | JT    | 1500 m  | Final | Placering |
| ---------------- | -------- | ----- | ---- | ----- | ---- | ----- | ----- | ----- | ---- | ----- | ------- | ----- | --------- |
| Attila Zsivóczky | Resultat | 10.91 | 7.14 | 15.31 | 2.12 | 49.40 | 14.95 | 45.62 | 4.70 | 63.45 | 4:29.54 | 8287  | 6         |
| Attila Zsivóczky | Poäng    | 881   | 847  | 809   | 915  | 842   | 856   | 780   | 819  | 790   | 748     | 8287  | 6         |

Damer
Bana, maraton och gång
| Idrottare       | Gren              | Heat     | Heat      | Kvartsfinal | Kvartsfinal | Semifinal        | Semifinal        | Final            | Final            |
| Idrottare       | Gren              | Resultat | Placering | Resultat    | Placering   | Resultat         | Placering        | Resultat         | Placering        |
| --------------- | ----------------- | -------- | --------- | ----------- | ----------- | ---------------- | ---------------- | ---------------- | ---------------- |
| Judit Varga     | 1 500 meter       | 4:09.36  | 12        | i.u.        | i.u.        | Gick inte vidare | Gick inte vidare | Gick inte vidare | Gick inte vidare |
| Krisztina Papp  | 5 000 meter       | 15:58.44 | 17        | i.u.        | i.u.        | i.u.             | i.u.             | Gick inte vidare | Gick inte vidare |
| Anikó Kálovics  | 10 000 meter      | i.u.     | i.u.      | i.u.        | i.u.        | i.u.             | i.u.             | 32:21.47         | 20               |
| Ida Kovacs      | Maraton           | i.u.     | i.u.      | i.u.        | i.u.        | i.u.             | i.u.             | 3:03:21          | 60               |
| Beata Rakonczai | Maraton           | i.u.     | i.u.      | i.u.        | i.u.        | i.u.             | i.u.             | 2:49:41          | 48               |
| Simona Staicu   | Maraton           | i.u.     | i.u.      | i.u.        | i.u.        | i.u.             | i.u.             | 2:48:57          | 45               |
| Edina Fusti     | 20 kilometer gång | i.u.     | i.u.      | i.u.        | i.u.        | i.u.             | i.u.             | 1:39:45          | 44               |

Fältgrenar och sjukamp
| Idrottare        | Gren           | Kval     | Kval      | Final            | Final            |
| Idrottare        | Gren           | Resultat | Placering | Resultat         | Placering        |
| ---------------- | -------------- | -------- | --------- | ---------------- | ---------------- |
| Krisztina Molnár | Stavhopp       | 4.30     | =19       | Gick inte vidare | Gick inte vidare |
| Zita Ajkler      | Längdhopp      | 6.39     | 26        | Gick inte vidare | Gick inte vidare |
| Tünde Vaszi      | Längdhopp      | 6.55     | 12 q      | 6.73             | 7                |
| Éva Kürti        | Kulstötning    | 14.60    | 36        | Gick inte vidare | Gick inte vidare |
| Éva Kürti        | Diskuskastning | 52.52    | 39        | Gick inte vidare | Gick inte vidare |
| Katalin Divós    | Släggkastning  | 67.64    | 17        | Gick inte vidare | Gick inte vidare |
| Éva Orbán        | Släggkastning  | 65.76    | 24        | Gick inte vidare | Gick inte vidare |
| Julianna Tudja   | Släggkastning  | 66.85    | 18        | Gick inte vidare | Gick inte vidare |
| Nikolett Szabó   | Spjutkastning  | 60.20    | 16        | Gick inte vidare | Gick inte vidare |

## Fäktning
Herrar
| Gábor Boczkó                                                 | Värja      | BYE  | Wang (CHN) L 10-15    | Gick inte vidare         | Gick inte vidare      | Gick inte vidare                   | Gick inte vidare                | Gick inte vidare |
| Géza Imre                                                    | Värja      | BYE  | Strigel (GER) L 13-15 | Gick inte vidare         | Gick inte vidare      | Gick inte vidare                   | Gick inte vidare                | Gick inte vidare |
| Iván Kovács                                                  | Värja      | BYE  | Mattern (USA) W 15-6  | Fischer (SUI) L 7-15     | Gick inte vidare      | Gick inte vidare                   | Gick inte vidare                | Gick inte vidare |
| Gábor Boczkó Géza Imre Iván Kovács Krisztián Kulcsár         | Värja, lag | i.u. | i.u.                  | i.u.                     | Ukraina W 38-34       | Ryssland W 34-26                   | Final Frankrike L 32-43         | 2                |
| Domonkos Ferjancsik                                          | Sabel      | BYE  | Boulos (CAN) W 15-8   | Nemcsik (HUN) L 11-15    | Gick inte vidare      | Gick inte vidare                   | Gick inte vidare                | Gick inte vidare |
| Balázs Lengyel                                               | Sabel      | BYE  | Tretiak (UKR) L 12-15 | Gick inte vidare         | Gick inte vidare      | Gick inte vidare                   | Gick inte vidare                | Gick inte vidare |
| Zsolt Nemcsik                                                | Sabel      | BYE  | Huang (CHN) W 15-12   | Ferjancsik (HUN) W 15-11 | Covaliu (ROU) W 15-14 | Tretiak (UKR) W 15-11              | Final Montano (ITA) L 14-15     | 2                |
| Domonkos Ferjancsik Kende Fodor Balázs Lengyel Zsolt Nemcsik | Sabel, lag | i.u. | i.u.                  | i.u.                     | USA L 43-45           | 5-8:e plats-semifinal Kina W 45-40 | 5:e plats-final Ukraina W 45-40 | 5                |

Damer
| Adrienn Hormay                                               | Värja      | BYE  | Brânză (ROU) L 13-15  | Gick inte vidare        | Gick inte vidare       | Gick inte vidare                       | Gick inte vidare                    | Gick inte vidare |
| Ildikó Mincza-Nébald                                         | Värja      | BYE  | Tol (NED) W 15-7      | Heidemann (GER) W 11-10 | Kim H (KOR) W 15-9     | Flessel-Colovic (FRA) L 14-15          | Bronsmatch Nisima (FRA) L 12-15     | 4                |
| Tímea Nagy                                                   | Värja      | BYE  | Sivkova (RUS) W 15-10 | Cascioli (ITA) W 15-13  | Zhang (CHN) W 8-7      | Nisima (FRA) W 15-14                   | Final Flessel-Colovic (FRA) W 15-10 | 1                |
| Adrienn Hormay Ildikó Mincza-Nébald Tímea Nagy Hajnalka Tóth | Värja, lag | i.u. | i.u.                  | i.u.                    | Kanada L 37-38         | 5-8:e plats-semifinal Sydkorea W 40-33 | 5:e plats-final Kina W 32-31        | 5                |
| Aida Mohamed                                                 | Florett    | i.u. | BYE                   | Yusheva (RUS) W 14-9    | Nam (KOR) W 15-5       | Trillini (ITA) L 7-15                  | Bronsmatch Gruchała (POL) L 9-15    | 4                |
| Gabriella Varga                                              | Florett    | i.u. | Chang (HKG) W 15-3    | Boiko (RUS) W 15-9      | Trillini (ITA) L 11-15 | Gick inte vidare                       | Gick inte vidare                    | Gick inte vidare |
| Orsolya Nagy                                                 | Sabel      | i.u. | Hisagae (JPN) L 14-15 | Gick inte vidare        | Gick inte vidare       | Gick inte vidare                       | Gick inte vidare                    | Gick inte vidare |

## Gymnastik

### Artistisk
Herrar
Mångkamp, ind.
| Idrottare  | Kval    | Kval    | Kval    | Kval    | Kval    | Kval    | Kval   | Kval      | Final            | Final            | Final            | Final            | Final            | Final            | Final            | Final            |
| Idrottare  | Redskap | Redskap | Redskap | Redskap | Redskap | Redskap | Totalt | Placering | Redskap          | Redskap          | Redskap          | Redskap          | Redskap          | Redskap          | Totalt           | Placering        |
| Idrottare  | F       | PH      | R       | V       | PB      | HB      | Totalt | Placering | F                | PH               | R                | V                | PB               | HB               | Totalt           | Placering        |
| ---------- | ------- | ------- | ------- | ------- | ------- | ------- | ------ | --------- | ---------------- | ---------------- | ---------------- | ---------------- | ---------------- | ---------------- | ---------------- | ---------------- |
| Róbert Gál | 9.587   | i.u.    | i.u.    | 9.550 Q | i.u.    | i.u.    | i.u.   | i.u.      | Gick inte vidare | Gick inte vidare | Gick inte vidare | Gick inte vidare | Gick inte vidare | Gick inte vidare | Gick inte vidare | Gick inte vidare |

Individuella finaler
| Gymnast    | Redskap | Poäng | Placering |
| ---------- | ------- | ----- | --------- |
| Róbert Gál | Hopp    | 9.537 | 6         |

### Rytmisk
| Idrottare        | Gren         | Kval     | Kval  | Kval   | Kval  | Kval   | Kval      | Final            | Final            | Final            | Final            | Final            | Final            |
| Idrottare        | Gren         | Tunnband | Boll  | Käglor | Band  | Totalt | Placering | Tunnband         | Boll             | Käglor           | Band             | Totalt           | Placering        |
| ---------------- | ------------ | -------- | ----- | ------ | ----- | ------ | --------- | ---------------- | ---------------- | ---------------- | ---------------- | ---------------- | ---------------- |
| Krisztina Szarka | Individuellt | 8.712    | 7.012 | 8.150  | 7.787 | 31.661 | 63        | Gick inte vidare | Gick inte vidare | Gick inte vidare | Gick inte vidare | Gick inte vidare | Gick inte vidare |

## Handboll
Damer
| Nr | Pos. | Namn                | Födelsedatum (ålder)      | Klubb           |
| -- | ---- | ------------------- | ------------------------- | --------------- |
| 1  | MV   | Irina Sirina        | 7 november 1967 (36 år)   | Győri ETO KC    |
| 2  | VB   | Bernadett Ferling   | 13 juli 1977 (27 år)      | Dunaferr SE     |
| 3  | P    | Beáta Bohus         | 25 april 1971 (33 år)     | Dunaferr SE     |
| 4  | HB   | Ibolya Mehlmann     | 4 november 1981 (22 år)   | Győri ETO KC    |
| 5  | HY   | Zsuzsanna Pálffy    | 26 december 1970 (33 år)  | Dunaferr SE     |
| 6  | VY   | Erika Kirsner       | 23 december 1975 (28 år)  | Ferencvárosi TC |
| 9  | HB   | Bojana Radulovics   | 23 mars 1973 (31 år)      | Dunaferr SE     |
| 10 | MB   | Krisztina Pigniczki | 18 september 1975 (28 år) | Dunaferr SE     |
| 11 | VB   | Ágnes Farkas        | 21 april 1973 (31 år)     | Aalborg DH      |
| 13 | MB   | Anita Görbicz       | 13 maj 1983 (21 år)       | Győri ETO KC    |
| 15 | MB   | Eszter Agnes Siti   | 12 november 1977 (26 år)  | FCK Håndbold    |
| 16 | MV   | Katalin Pálinger    | 6 december 1978 (25 år)   | Dunaferr SE     |
| 17 | VB   | Timea Toth          | 16 september 1980 (23 år) | Ferencvárosi TC |
| 18 | HY   | Zsuzsanna Lovász    | 2 oktober 1976 (27 år)    | Dunaferr SE     |
| 19 | P    | Anita Kulcsár       | 2 oktober 1976 (27 år)    | Dunaferr SE     |

Gruppspel
| Lag       | Pld | W | L | D | GF  | GA  | Poäng |
| --------- | --- | - | - | - | --- | --- | ----- |
| Ukraina   | 4   | 4 | 0 | 0 | 99  | 82  | 8     |
| Ungern    | 4   | 3 | 1 | 0 | 118 | 93  | 6     |
| Kina      | 4   | 2 | 2 | 0 | 106 | 90  | 4     |
| Brasilien | 4   | 1 | 3 | 0 | 97  | 105 | 2     |
| Grekland  | 4   | 0 | 4 | 0 | 74  | 124 | 0     |

Slutspel
|  | Kvartsfinaler | Kvartsfinaler | Kvartsfinaler |          |          | Semifinaler | Semifinaler | Semifinaler |            |            | Final      | Final          | Final  |
|  |               |               |               |          |          |             |             |             |            |            |            |                |        |
|  | A1            | Ukraina       | 25            |          |          |             |             |             |            |            |            |                |        |
|  | B4            | Spanien       | 23            |          |          |             |             |             |            |            |            |                |        |
|  | B4            | Spanien       | 23            |          | A1       | Ukraina     | 20          |             |            |            |            |                |        |
|  |               |               |               |          | A1       | Ukraina     | 20          |             |            |            |            |                |        |
|  |               | B2            | Danmark       | 29       |          |             |             |             |            |            |            |                |        |
|  | B2            | B2            | Danmark       | 29       | Danmark  | 32          |             |             |            |            |            |                |        |
|  | B2            |               |               |          | Danmark  | 32          |             |             |            |            |            |                |        |
|  | A3            | Kina          | 28            |          |          |             |             |             |            |            |            |                |        |
|  |               |               |               |          |          |             |             |             |            |            | 1          | Danmark (Pen.) | 34 (4) |
|  |               |               | 2             | Sydkorea | 34 (2)   |             |             |             |            |            |            |                |        |
|  | A2            | Ungern        | 23            |          |          |             |             |             |            |            |            |                |        |
|  | B3            | Frankrike     | 25            |          |          |             |             |             |            |            |            |                |        |
|  | B3            | Frankrike     | 25            |          | B3       | Frankrike   | 31          |             | Bronsmatch | Bronsmatch | Bronsmatch | Bronsmatch     |        |
|  |               |               |               |          | B3       | Frankrike   | 31          |             | Bronsmatch | Bronsmatch | Bronsmatch | Bronsmatch     |        |
|  |               | B1            | Sydkorea      | 32       |          |             |             |             |            |            |            |                |        |
|  | B1            | B1            | Sydkorea      | 32       | Sydkorea | 26          |             | 3           | Ukraina    | 21         |            |                |        |
|  | B1            |               |               |          | Sydkorea | 26          |             | 3           | Ukraina    | 21         |            |                |        |
|  | A4            | Brasilien     | 24            |          |          |             |             |             |            |            | 4          | Frankrike      | 18     |

Herrar
| Nr | Pos. | Namn             | Födelsedatum (ålder)      | Klubb                 |
| -- | ---- | ---------------- | ------------------------- | --------------------- |
| 1  | MV   | János Szathmári  | 25 mars 1969 (35 år)      | Tatabánya-Carbonex KC |
| 2  | HY   | Gergely Harsányi | 3 maj 1981 (23 år)        | PLER KC               |
| 3  | VB   | Ferenc Ilyés     | 20 december 1981 (22 år)  | SC Pick Szeged        |
| 4  | MB   | Gábor Császár    | 16 juni 1984 (20 år)      | Dunaferr SE           |
| 5  | P    | Richárd Mezei    | 23 oktober 1970 (33 år)   | SC Pick Szeged        |
| 6  | HB   | Tamás Mocsai     | 9 december 1978 (25 år)   | Pfadi Winterthur      |
| 7  | P    | Gyula Gál        | 18 augusti 1976 (27 år)   | Fotex KC Veszprém     |
| 8  | VY   | Gergő Iváncsik   | 30 november 1981 (22 år)  | Fotex KC Veszprém     |
| 12 | MV   | Nándor Fazekas   | 16 oktober 1976 (27 år)   | TuS N-Lübbecke        |
| 13 | MB   | Ivo Díaz         | 10 maj 1972 (32 år)       | Fotex KC Veszprém     |
| 14 | VB   | Carlos Pérez     | 26 augusti 1971 (32 år)   | Fotex KC Veszprém     |
| 15 | VY   | István Pásztor   | 5 juni 1971 (33 år)       | Fotex KC Veszprém     |
| 17 | HB   | Balázs Laluska   | 20 juni 1981 (23 år)      | SC Pick Szeged        |
| 19 | HB   | László Nagy      | 3 mars 1981 (23 år)       | FC Barcelona          |
| 24 | MB   | Péter Lendvay    | 15 september 1976 (27 år) | SD Octavio            |

Gruppspel
| Lag       | Pld | W | D | L | GF  | GA  | GD  | Poäng |
| --------- | --- | - | - | - | --- | --- | --- | ----- |
| Frankrike | 5   | 5 | 0 | 0 | 135 | 108 | +27 | 10    |
| Ungern    | 5   | 4 | 0 | 1 | 132 | 124 | +8  | 8     |
| Tyskland  | 5   | 3 | 0 | 2 | 139 | 110 | +29 | 6     |
| Grekland  | 5   | 2 | 0 | 3 | 117 | 130 | –13 | 4     |
| Brasilien | 5   | 1 | 0 | 4 | 105 | 133 | –28 | 2     |
| Egypten   | 5   | 0 | 0 | 5 | 110 | 133 | –23 | 0     |

Slutspel
|  | Quarter-finals | Quarter-finals |          |          | Semi-finals        | Semi-finals        |  |  | Gold medal final | Gold medal final |
|  |                |                |          |          |                    |                    |  |  |                  |                  |
|  |                |                |          |          |                    |                    |  |  |                  |                  |
|  |                |                |          |          |                    |                    |  |  |                  |                  |
|  | Kroatien       | 33             |          |          |                    |                    |  |  |                  |                  |
|  | Kroatien       | 33             |          |          |                    |                    |  |  |                  |                  |
|  | Grekland       | 27             |          |          |                    |                    |  |  |                  |                  |
|  | Grekland       | 27             | Kroatien | 33       |                    |                    |  |  |                  |                  |
|  |                |                | Kroatien | 33       |                    |                    |  |  |                  |                  |
|  |                | Ungern         | 31       |          |                    |                    |  |  |                  |                  |
|  | Sydkorea       | Ungern         | 31       | 25       |                    |                    |  |  |                  |                  |
|  | Sydkorea       |                |          | 25       |                    |                    |  |  |                  |                  |
|  | Ungern         | 30             |          |          |                    |                    |  |  |                  |                  |
|  | Ungern         | 30             | Kroatien | 26       |                    |                    |  |  |                  |                  |
|  |                |                | Kroatien | 26       |                    |                    |  |  |                  |                  |
|  |                | Tyskland       | 24       |          |                    |                    |  |  |                  |                  |
|  | Tyskland       | Tyskland       | 24       | 32       |                    |                    |  |  |                  |                  |
|  | Tyskland       |                |          | 32       |                    |                    |  |  |                  |                  |
|  | Spanien        | 30             |          |          |                    |                    |  |  |                  |                  |
|  | Spanien        | 30             | Tyskland | 21       | Bronze medal final | Bronze medal final |  |  |                  |                  |
|  |                |                | Tyskland | 21       | Bronze medal final | Bronze medal final |  |  |                  |                  |
|  |                | Ryssland       | 15       |          |                    |                    |  |  |                  |                  |
|  | Frankrike      | Ryssland       | 15       | 24       | Ungern             | 26                 |  |  |                  |                  |
|  | Frankrike      |                |          | 24       | Ungern             | 26                 |  |  |                  |                  |
|  | Ryssland       | 26             |          | Ryssland | 28                 |                    |  |  |                  |                  |
|  | Ryssland       | 26             |          |          | 28                 |                    |  |  |                  |                  |
|  |                |                |          |          |                    |                    |  |  |                  |                  |
|  |                |                |          |          |                    |                    |  |  |                  |                  |

## Judo
Herrar
| Idrottare      | Gren                    | Sextondelsfinal             | Åttondelsfinal         | Kvartsfinal          | Semifinal            | Återkval             | Final                | Final            |
| Idrottare      | Gren                    | Motståndare Resultat        | Motståndare Resultat   | Motståndare Resultat | Motståndare Resultat | Motståndare Resultat | Motståndare Resultat | Placering        |
| -------------- | ----------------------- | --------------------------- | ---------------------- | -------------------- | -------------------- | -------------------- | -------------------- | ---------------- |
| Miklós Ungvári | Halv lättvikt (-66 kg)  | Ismayilov (AZE) W 1010-0012 | Pina (POR) L 0001-0011 | Gick inte vidare     | Gick inte vidare     | Gick inte vidare     | Gick inte vidare     | Gick inte vidare |
| Antal Kovács   | Halv tungvikt (-100 kg) | Inoue (JPN) L 0001-0002     | Gick inte vidare       | Gick inte vidare     | Gick inte vidare     | Gick inte vidare     | Gick inte vidare     | Gick inte vidare |

## Kanotsport
Sprint
| Kanotist                                                  | Gren                 | Heat     | Heat      | Semifinal | Semifinal | Final    | Final     |
| Kanotist                                                  | Gren                 | Tid      | Placering | Tid       | Placering | Tid      | Placering |
| --------------------------------------------------------- | -------------------- | -------- | --------- | --------- | --------- | -------- | --------- |
| Márton Joób                                               | Herrarnas C-1 500 m  | 1:51.025 | 4 QS      | 1:50.813  | 2 QF      | 1:48.195 | 7         |
| Attila Vajda                                              | Herrarnas C-1 1000 m | 3:57.290 | 4 QS      | 3:52.236  | 2 QF      | 3:49.025 | 3         |
| György Kozmann György Kolonics                            | Herrarnas C-2 500 m  | 1:41.324 | 4 QS      | 1:41.472  | 2 QF      | 1:41.138 | 7         |
| György Kozmann György Kolonics                            | Herrarnas C-2 1000 m | 3:31.775 | 3 QF      | BYE       | BYE       | 3:43.106 | 3         |
| Ákos Vereckei                                             | Herrarnas K-1 500 m  | 1:37.589 | 2 QS      | 1:38.737  | 2 QF      | 1:39.315 | 5         |
| Roland Kökény                                             | Herrarnas K-1 1000 m | 3:27.904 | 2 QS      | 3:29.134  | 2 QF      | 3:31.121 | 6         |
| Zoltán Kammerer Botond Storcz                             | Herrarnas K-2 500 m  | 1:31.166 | 4 QS      | 1:30.438  | 1 QF      | 1:29.096 | 5         |
| Zoltán Benkő István Beé                                   | Herrarnas K-2 1000 m | 3:13.340 | 5 QS      | 3:13.609  | 3 QF      | 3:27.996 | 9         |
| Zoltán Kammerer Botond Storcz Ákos Vereckei Gábor Horváth | Herrarnas K-4 1000 m | 2:51.010 | 1 QF      | BYE       | BYE       | 2:56.919 | 1         |
| Nataša Janić                                              | Damernas K-1 500 m   | 1:49.870 | 1 QF      | BYE       | BYE       | 1:47.741 | 1         |
| Nataša Janić Katalin Kovács                               | Damernas K-2 500 m   | 1:38.606 | 1 QF      | BYE       | BYE       | 1:38.101 | 1         |
| Katalin Kovács Szilvia Szabó Erzsébet Viski Kinga Bóta    | Damernas K-4 500 m   | 1:32.298 | 2 QF      | BYE       | BYE       | 1:34.536 | 2         |

## Modern femkamp
| Idrottare       | Gren              | Skytte   | Skytte | Fäktning | Fäktning | Simning  | Simning | Ridning | Ridning | Löpning  | Löpning | Totalpoäng | Placering |
| Idrottare       | Gren              | Resultat | Poäng  | Resultat | Poäng    | Resultat | Poäng   | Straff  | Poäng   | Resultat | Poäng   | Totalpoäng | Placering |
| --------------- | ----------------- | -------- | ------ | -------- | -------- | -------- | ------- | ------- | ------- | -------- | ------- | ---------- | --------- |
| Gábor Balogh    | Herrarnas tävling | 175      | 1036   | 15-16    | 804      | 2:10,02  | 1240    | 28      | 1172    | 9:49,67  | 1044    | 5296       | 8         |
| Ákos Kállai     | Herrarnas tävling | 179      | 1084   | 18-13    | 888      | 2:14,64  | 1188    | 196     | 1004    | 10:08,75 | 968     | 5132       | 18        |
| Csilla Füri     | Damernas tävling  | 157      | 820    | 15-16    | 804      | 2:15,42  | 1296    | 28      | 1172    | 11:07,15 | 1052    | 5144       | 11        |
| Zsuzsanna Vörös | Damernas tävling  | 182      | 1120   | 19-12    | 916      | 2:15,59  | 1296    | 76      | 1124    | 11:22,00 | 992     | 5448       | 1         |

## Rodd
Herrar
| Idrottare                 | Gren                    | Heat    | Heat      | Återkval | Återkval  | Semifinal | Semifinal | Final   | Final     | Final |
| Idrottare                 | Gren                    | Tid     | Placering | Tid      | Placering | Tid       | Placering | Tid     | Placering |       |
| ------------------------- | ----------------------- | ------- | --------- | -------- | --------- | --------- | --------- | ------- | --------- | ----- |
| Gábor Bencsik Ákos Haller | Dubbelsculler           | 7:05,20 | 5 R       | 6:15,60  | 1 SA/B    | 6:23,81   | 5 FB      | 6:15,39 | 11        |       |
| Zsolt Hirling Tamás Varga | Lättvikts-dubbelsculler | 6:20,98 | 2 R       | 6:22,63  | 1 SA/B    | 6:18,23   | 2 FA      | 6:24,69 | 5         |       |

Damer
| Idrottare                | Gren                    | Heat    | Heat      | Återkval | Återkval  | Semifinal | Semifinal | Final   | Final     | Final |
| Idrottare                | Gren                    | Tid     | Placering | Tid      | Placering | Tid       | Placering | Tid     | Placering |       |
| ------------------------ | ----------------------- | ------- | --------- | -------- | --------- | --------- | --------- | ------- | --------- | ----- |
| Mónika Remsei Edit Stift | Lättvikts-dubbelsculler | 7:12,79 | 5 R       | 7:07,69  | 4 FC      | BYE       | BYE       | 7:45,05 | 15        |       |

## Segling
Herrar
| Seglare                   | Gren      | Lopp | Lopp | Lopp | Lopp | Lopp | Lopp | Lopp | Lopp | Lopp | Lopp | Lopp | Summerad poäng | Finalplacering |
| Seglare                   | Gren      | 1    | 2    | 3    | 4    | 5    | 6    | 7    | 8    | 9    | 10   | M*   | Summerad poäng | Finalplacering |
| ------------------------- | --------- | ---- | ---- | ---- | ---- | ---- | ---- | ---- | ---- | ---- | ---- | ---- | -------------- | -------------- |
| Áron Gádorfalvi           | Mistral   | 12   | 16   | 17   | 26   | 24   | 24   | 22   | 8    | 18   | 27   | 25   | 192            | 22             |
| Bálazs Hajdú              | Finnjolle | 24   | 16   | 16   | 20   | 17   | 22   | 20   | 23   | 15   | 14   | 20   | 183            | 23             |
| Csaba Cserép Péter Czégai | 470       | 15   | 26   | 27   | DNF  | 24   | 23   | 22   | 26   | 25   | 21   | 19   | 228            | 27             |

M = Medaljlopp; EL = Eliminerad – gick inte vidare till medaljloppet;
Damer
| Seglare                | Gren    | Lopp | Lopp | Lopp | Lopp | Lopp | Lopp | Lopp | Lopp | Lopp | Lopp | Lopp | Summerad poäng | Finalplacering |
| Seglare                | Gren    | 1    | 2    | 3    | 4    | 5    | 6    | 7    | 8    | 9    | 10   | M*   | Summerad poäng | Finalplacering |
| ---------------------- | ------- | ---- | ---- | ---- | ---- | ---- | ---- | ---- | ---- | ---- | ---- | ---- | -------------- | -------------- |
| Lívia Györbiró         | Mistral | 24   | 19   | 22   | 25   | 22   | 22   | 25   | 25   | 24   | 21   | 23   | 227            | 24             |
| Anna Payr Márta Weöres | 470     | OCS  | 9    | 13   | 9    | 20   | 9    | 16   | 9    | 16   | 10   | 17   | 128            | 19             |

M = Medaljlopp; EL = Eliminerad – gick inte vidare till medaljloppet;

## Simhopp
Herrar
| Idrottare     | Gren | Kval   | Kval      | Semifinal        | Semifinal        | Final            | Final            |
| Idrottare     | Gren | Poäng  | Placering | Poäng            | Placering        | Poäng            | Placering        |
| ------------- | ---- | ------ | --------- | ---------------- | ---------------- | ---------------- | ---------------- |
| András Hajnal | 10 m | 305.79 | 33        | Gick inte vidare | Gick inte vidare | Gick inte vidare | Gick inte vidare |

Damer
| Idrottare    | Gren | Kval   | Kval      | Semifinal        | Semifinal        | Final            | Final            |
| Idrottare    | Gren | Poäng  | Placering | Poäng            | Placering        | Poäng            | Placering        |
| ------------ | ---- | ------ | --------- | ---------------- | ---------------- | ---------------- | ---------------- |
| Nóra Barta   | 3 m  | 279,24 | 15 Q      | 491,52           | 14               | Gick inte vidare | Gick inte vidare |
| Villő Kormos | 3 m  | 193,68 | 32        | Gick inte vidare | Gick inte vidare | Gick inte vidare | Gick inte vidare |

## Tennis
| Spelare                    | Gren      | Omgång 1                  | Omgång 2                                  | Åttondelsfinaler  | Kvartsfinaler     | Semifinaler       | Final / BM        | Final / BM       |
| Spelare                    | Gren      | Motståndare Poäng         | Motståndare Poäng                         | Motståndare Poäng | Motståndare Poäng | Motståndare Poäng | Motståndare Poäng | Placering        |
| -------------------------- | --------- | ------------------------- | ----------------------------------------- | ----------------- | ----------------- | ----------------- | ----------------- | ---------------- |
| Melinda Czink              | Damsingel | Williams (USA) L 1–6, 2–6 | Gick inte vidare                          | Gick inte vidare  | Gick inte vidare  | Gick inte vidare  | Gick inte vidare  | Gick inte vidare |
| Petra Mandula              | Damsingel | Schnyder (SUI) L 3–6, 4–6 | Gick inte vidare                          | Gick inte vidare  | Gick inte vidare  | Gick inte vidare  | Gick inte vidare  | Gick inte vidare |
| Melinda Czink Anikó Kapros | Damdubbel | i.u.                      | Morigami / Obata (JPN) L 6–3, 5–7, 3–6    | Gick inte vidare  | Gick inte vidare  | Gick inte vidare  | Gick inte vidare  | Gick inte vidare |
| Petra Mandula Kira Nagy    | Damdubbel | i.u.                      | Martinez / Ruano Pascual (ESP) L 4–6, 0–6 | Gick inte vidare  | Gick inte vidare  | Gick inte vidare  | Gick inte vidare  | Gick inte vidare |

## Triathlon
| Triathlet    | Gren                | Simning (1,5 km) | Trans 1       | Cykling (40 km) | Trans 2       | Löpning (10 km) | Total tid     | Placering     |
| ------------ | ------------------- | ---------------- | ------------- | --------------- | ------------- | --------------- | ------------- | ------------- |
| Csaba Kuttor | Herrarnas triathlon | Startade inte    | Startade inte | Startade inte   | Startade inte | Startade inte   | Startade inte | Startade inte |
| Erika Molnár | Damernas triathlon  | 20:36            | 0:18          | 1:17:59         | 0:24          | 39:18           | 2:17:53,38    | 38            |